# Mlaka (Fiume)
Mlaka (olaszul: Mlaca), Fiume városrésze Horvátországban, Tengermellék-Hegyvidék megyében.

## Fekvése
Mlaka egy teljesen urbanizált városrész, mely a város kikötőjének északi részét foglalja el. A tengerhez legközelebb eső területén a kikötői létesítmények dominálnak. Északnyugaton Turnić, északon Sveti Nikola, északkeleten Podmurvice, délkeleten Banderovo, délen pedig Potok városrésszel, valamint a tengerrel határos.

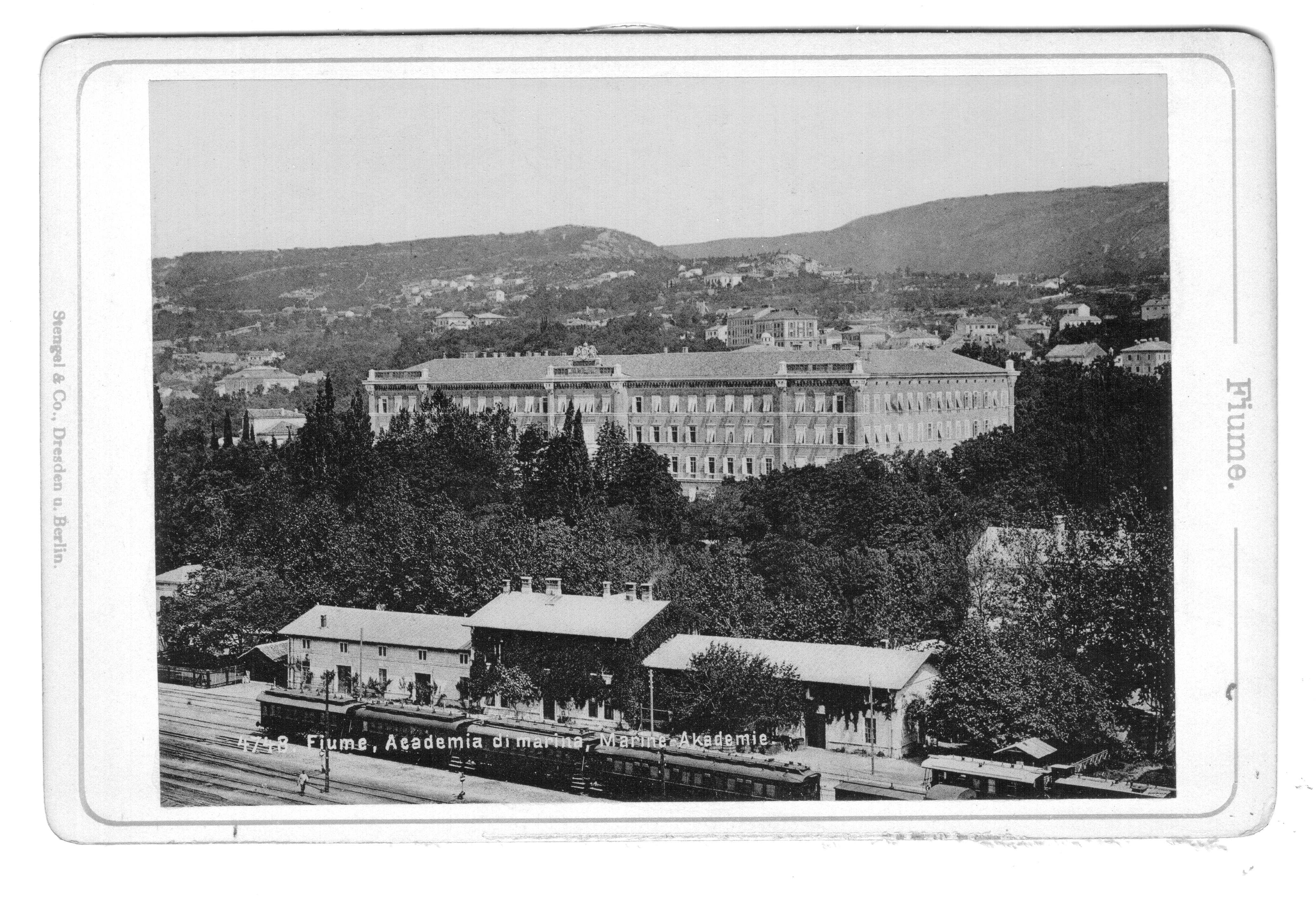
Látkép a Tengerészeti Akadémia épülétével a 20. század elején

## Nevezetességei
- A Giardino publico városi park bár elhanyagolt, érdemes megnézni
- Hotel Emigranti (MGK)
- A volt olajfinomító irodaépülete és létesítményei
- A Novi és a La Voce del Popolo központja

## Oktatás
- Podmurvice általános iskola. A mai iskola épületét 1886-ban emelték. 1953 óta nyolc osztállyal működik. 1970-ben az iskolaépületet bővítették. A városi önkormányzat közgyűlése az 1986-os nevelési és oktatási munka eredményeként Rijeka Önkormányzatának arany medáljával tüntette ki az intézményt. 2006-ban az iskolát Primorje-Gorski Kotar megye legsikeresebb oktatási intézményévé nyilvánították.
- Villamosipari szakiskola